# Cahaya Bathin
Cahaya Bathin is een bestuurslaag in het regentschap Kaur van de provincie Bengkulu, Indonesië. Cahaya Bathin telt 823 inwoners (volkstelling 2010).